# Williams FW13
La Williams FW13 è una monoposto di Formula Uno, utilizzata dal team Williams F1 nelle ultime gare del mondiale 1989.
Questa macchina corse le ultime gare della stagione '89, e nonostante fosse ancora da perfezionare riuscì a vincere un gran premio.
Lo scopo era quello di farla debuttare in modo definitivo nel 1990, e utilizzarla per competere contro la McLaren e la Ferrari, le due squadre più forti dell'epoca.

## Nuova filosofia
La FW13 aveva il difficile compito di prendere il posto della Williams FW12C, diretta evoluzione della Williams FW12, che doveva essere adattata al nuovo motore Renault.
Il nuovo propulsore si rivelò performante, anche se non sempre affidabile, e riportò le prestazioni della squadra a buoni livelli nel 1989.
La FW13, in realtà, era stata progettata per gareggiare nel 1990, ma la Williams iniziò prima lo sviluppo in modo tale da arrivare al nuovo campionato preparata.
La macchina era completamente diversa da quelle che l'avevano preceduta, dalle quali conservava solo le sospensioni push-rod, soluzione innovativa che venne ulteriormente affinata portando i progettisti a disegnare un muso più alto e più grosso.
Nonostante ciò la carrozzeria si raccordava al retrotreno, in un punto più basso rispetto alla FW12C: di conseguenza anche il baricentro era più basso e ciò garantiva una tenuta di strada decisamente più elevata e una velocità di percorrenza delle curve più alte. 
Le pance erano più voluminose, per fare spazio a dei radiatori maggiorati, inoltre venne modificata anche la parte aerodinamica che riguardava il roll-bar. Un particolare che rese molto personale la linea di questa macchina era la presa d'aria sopra l'abitacolo, la quale si presentava bassa e larga, anziché alta e stretta come su tutte le altre auto. Il motore e il cambio rimasero invece gli stessi della FW12C.

## Subito vincente
La nuova auto venne guidata da Riccardo Patrese e Thierry Boutsen, che con la vecchia FW12C avevano ottenuto una pole position e una vittoria.
L'esordio avvenne nel Gran Premio del Portogallo, il tredicesimo dell'89 e il quartultimo di quell'anno.
Boutsen si qualificò ottavo, mentre Patrese partì in ultima posizione.
Tutti e due i piloti si ritirarono al 61º giro per problemi di surriscaldamento, nonostante i radiatori maggiorati.
Nella gara successiva, in Spagna Patrese utilizzò di nuovo la vecchia vettura e Boutsen la FW13, partì ventunesimo, non riuscendo a concludere la gara per problemi di alimentazione del motore.
La FW13 venne impiegata definitivamente nelle due ultime gare da tutti e due i piloti.
Nel penultimo gran premio, in Giappone, Patrese partì quinto e Boutsen settimo, e al termine della gara salirono tutti e due sul podio (Patrese secondo dietro ad Alessandro Nannini, e Boutsen terzo), grazie anche al famoso incidente tra Alain Prost e Ayrton Senna, e la squalifica di quest'ultimo.
Nell'ultima gara, in Australia, Boutsen trionfò dopo essere partito dalla quinta posizione, e Patrese si classificò terzo dopo essere scattato dalla sesta piazza. I risultati degli ultimi due gran premi mostrarono la validità del progetto nonostante qualche problema di gioventù che permise nel 1989, alla Williams, di conquistare il secondo posto del mondiale costruttori dietro alla McLaren e davanti alla Ferrari e alla Benetton.

## Statistiche
- campionati disputati: 1
- anno: 1989
- gran premi disputati: 4
- partenze: 4, 4 (Thierry Boutsen), 3 (Riccardo Patrese)
- giri più veloci in gara: nessuno
- pole position: nessuna
- vittorie: 1, 1 (Thierry Boutsen)
- podi: 2, 2 (Riccardo Patrese), 2 (Thierry Boutsen)
- piazzamenti a punti: 2, 2 (Riccardo Patrese), 2 (Thierry Boutsen)
- punti: 23, 13 (Thierry Boutsen), 10 (Riccardo Patrese)N.B. complessivamente la Williams ha ottenuto 77 punti, di cui 40 per merito di Patrese e 37 per merito di Boutsen.54 punti sono stati ottenuti col modello FW12C e i restanti 23 con la FW13.
- piazzamento in campionato: 2°
- titoli: vicecampione del Mondo costruttori di Formula Uno 1989

## Piloti
- Thierry Boutsen -  Belgio - nº5
- Riccardo Patrese -  Italia - nº6

## Scheda tecnica Williams FW13
- Renault RS01 aspirato 3500 cm³, posteriore centrale longitudinale
- 10 cilindri a V di 65°
- distribuzione bialbero a camme in testa per fila di cilindri
- 40 valvole
- 4 valvole per cilindro, 2 di aspirazione, 2 di scarico
- raffreddato ad acqua
- lubrificazione a carter secco
- potenza massima 600/650 cavalli a 14300 giri/minuto
- iniezione elettronica diretta Magneti-Marelli

Trasmissione
- trazione posteriore
- frizione multidisco
- cambio Hewland trasversale meccanico manuale, a 6 marce+retromarcia

Autotelaio
- monoscocca in materiali compositi
- sospensione anteriore a ruote indipendenti, quadrilateri deformabili, comando molleggio a puntone o "push-rod"
- sospensione posteriore a ruote indipendenti, quadrilateri deformabili, comando molleggio a puntone o "push-rod"
- 4 freni a disco AP Racing in carbonio
- sterzo a cremagliera
- pneumatici anteriori Good Year 25.10-13"
- pneumatici posteriori Good Year 26.15-13"
- serbatoio carburante 205 litri

Dimensioni e peso
- passo 2921 mm
- carreggiata anteriore 1803 mm
- carreggiata posteriore 1676 mm
- peso 500 kg